# Lennart Mertens
Lennart Mertens (Zottegem, 14 augustus 1992) is een Belgische voetballer.

## Spelerscarrière

### Jeugd & Debuut
Mertens begon op 5-jarige leeftijd met voetballen bij KFC Herzele. Hier speelde hij enkele jaren totdat zijn talent werd opgemerkt door het naburige KSV Sottegem. Bij deze club speelde hij de rest van zijn jeugdjaren tot hij onder Karel Fraeye op 2 mei 2010 zijn debuut maakte in de A-kern tijdens de 2-0-overwinning tegen Torhout 1992 KM. Hij mocht in deze wedstrijd zijn debuut maken in de 64ste minuut toen hij Didier Haeck verving. 

### KSV Sottegem
Fraeye en zijn troepen werden dat seizoen 16de (van de 19) en eindigde 1 punt van de degradatiestreep. Het seizoen hierop speelde Mertens 18 wedstrijden. KSV Sottegem verkeerde echter in financiële problemen, waardoor men voor het 2de seizoen op rij degradeerde. Ditmaal werd men voorlaatste en eindigde Sottegem op 20 punten van de degradatiestreep, Mertens zijn scorend vermogen bleef in zijn tienerjaren uit. Hier kwam verandering in tijdens zijn derde, en tevens laatste, seizoen bij Sottegem. Mertens wist 10 maal te scoren in 30 wedstrijden. Sottegem bleef echter zakken in de voetbalpiramide. Men eindigde opnieuw op een voorlaatste plek, op 7 punten van een veilige stek. Hierdoor Sottegem degradeerde voor het derde jaar op rij. Men ging zelfs in derde, in plaats van tweede, provinciale aantreden. Hierdoor vertrok Mertens.

### KRC Bambrugge
Mertens vertrok naar het naburige KRC Bambrugge, dat in 2012/13 in Eerste provinciale aantrad. Mertens speelde 18 keer en wist 2 keer te scoren. Bambrugge eindigde echter op een 14de plek. In seizoen ervoor eindigde men nog 7e en streedde ze mee voor de eindrondetickets.

### KSC Dikkelvenne
Mertens vertrok na zijn kort avontuur in Erpe-Mere naar KSC Dikkelvenne. Hier maakte hij als 22-jarige voetballer voor het eerst mee hoe het voelt om niet te degraderen. In zijn eerste seizoen bij Dikkelvenne zette hij een persoonlijk doelpuntenrecord. Hij wist 11 maal te scoren in 28 wedstrijden. Dikkelvenne eindigde dat seizoen elfde, toch beleefde men geen grijs seizoen. Dikkelvenne eindigde 3 punten van de degradatiezone. In zijn tweede seizoen bij Dikkelvenne werd men kampioen. Mertens zette opnieuw een nieuw doelpuntenrecord voor zichzelf. Hij werd dat seizoen ook topscorer van 1e Provinciale Oost-Vlaanderen. In zijn laatste seizoen bij Dikkelvenne scoorde hij 21 keer in 30 wedstrijden, hierdoor werd hij opnieuw topscorer van zijn reeks. Op 3 doelpunten afstand van dichtstbijzijnde concurrent Bruno Baras van Eendracht Zele. In februari 2016 tekende hij een contract bij, op dat moment, tweedeklasser KMSK Deinze. Hier ging hij vanaf de zomer van 2016 spelen.

### KMSK Deinze
Wat echter ook van start ging vanaf het 2016/17 seizoen waren de competitiehervormingen in het Belgisch voetbal. Hierdoor trad Deinze aan in Eerste klasse amateurs, men eindigde 6de en Mertens kwam aan 7 doelpunten in 28 wedstrijden. In zijn tweede seizoen bij Deinze ging het geleidelijk beter voor Mertens en zijn club. Deinze werd 4de en streed hierdoor mee voor een plek in 1B. Men vroeg echter net zoals Knokke FC en Dessel Sport geen proflicentie aan, waardoor de promotie automatisch naar Lommel SK ging. Mertens scoorde 11 keer in 28 wedstrijden. In zijn derde seizoen bij Deinze wist hij 15 maal te scoren in 34 wedstrijden, Deinze werd 2de in de reguliere competitie achter Thes Sport. Thes vroeg echter geen licentie aan. Deinze deed dat ditmaal wél maar eindigde 4de in de eindronde, op 7 punten van winnaar RE Virton. In Mertens' 4de seizoen bij Deinze stond men het gehele reguliere seizoen aan kop. Begin maart 2020 werd de competitie stop gezet door COVID-19. Hierdoor promoveerde Deinze naar Eerste klasse B en ging Mertens voor het eerst in zijn carrière in een profliga spelen.

### Club NXT
Door een competitiehervorming mochten 4 jeugdteams meedoen aan de Challenger Pro League voor het seizoen 2022-2023 (2de klasse België) en werd het toegestaan om een bepaald aantal spelers ouder dan 21 te mogen opnemen in de wedstrijdselectie. Mertens werd aangekocht dan door Club NXT voor een ongekend bedrag als centrumspits. Het werd een kort Brugs avontuur. De spits keerde in de winter van hetzelfde seizoen terug naar ex-club KMSK Deinze.

## Statistieken
| Seizoen | land            | Club            | Competitie                | Wed. | Goals |
| ------- | --------------- | --------------- | ------------------------- | ---- | ----- |
| 2009/10 | Vlag van België | KSV Sottegem    | Derde Klasse A            | 2    | 0     |
| 2010/11 | Vlag van België | KSV Sottegem    | Vierde Klasse A           | 18   | 1     |
| 2011/12 | Vlag van België | KSV Sottegem    | Eerste Provinciale O.-Vl. | 30   | 10    |
| 2012/13 | Vlag van België | KRC Bambrugge   | Eerste Provinciale O.-Vl. | 18   | 2     |
| 2013/14 | Vlag van België | KSC Dikkelvenne | Eerste Provinciale O.-Vl. | 28   | 11    |
| 2014/15 | Vlag van België | KSC Dikkelvenne | Eerste Provinciale O.-Vl. | 29   | 25    |
| 2015/16 | Vlag van België | KSC Dikkelvenne | Vierde klasse A           | 30   | 21    |
| 2016/17 | Vlag van België | KMSK Deinze     | Eerste klasse amateurs    | 25   | 6     |
| 2017/18 | Vlag van België | KMSK Deinze     | Eerste klasse amateurs    | 28   | 11    |
| 2018/19 | Vlag van België | KMSK Deinze     | Eerste klasse amateurs    | 29   | 11    |
| 2019/20 | Vlag van België | KMSK Deinze     | Eerste klasse amateurs    | 24   | 28    |
| 2020/21 | Vlag van België | KMSK Deinze     | Eerste klasse B           | 25   | 11    |
| 2021/22 | Vlag van België | KMSK Deinze     | Eerste klasse B           | 15   | 10    |
| TOTAAL  | TOTAAL          | TOTAAL          | TOTAAL                    | 301  | 147   |

Bijgewerkt tot 22 januari 2022

## Palmares
| Kampioen Eerste klasse Amateurs | 1x | 2019/20 |

1 Verwaal ·
2 El Banouhi ·
3 Boone ·
4 De Greef ·
5 Bizimana ·
6 Lecomte ·
7 Staelens ·
8 Tarfi ·
9 Mertens ·
10 Hendrickx ·
11 Challouk ·
12 Van Walle ·
13 Prychynenko  ·
14 Dansoko ·
15 De Looze ·
16 Janssens ·
17 Vansteenkiste ·
20 Schamp ·
22 Blondelle ·
23 Vandenberghe ·
25 Tossavi ·
27 Geeraerts ·
28 Dutoit ·
34 Abrahams ·
59 Fuakala ·
99 De Belder ·
Coach: De Decker
· Assistent-coach: Monteyne
· Assistent-coach: Le Postollec